# Baños de Soco
Los baños de Toco son manantiales termales ubicados en la Región de Coquimbo y que son utilizados para fines medicinales y turísticos.

## Ubicación
Los baños están ubicados a orillas del estero Soco, afluente de estero del Gigante que desemboca en el estero Punitaqui.

## Historia
Luis Risopatrón lo describe en su Diccionario Jeográfico de Chile de 1924:: 848 
Soco (Baños de) 80° 41' 71° 29' Son de aguas cloro-sulfatadas, que brotan de entre unas rocas graníticas con 30° C de temperatura, benéficas para la curación de la dispepsia, infartos hepáticos, -reumatismo i enfermedades cutáneas i se encuentran en el fundo del mismo nombre, en la márjen W del curso inferior del estero de Punitaqui. 63, p. 165; 85, p. 184; i 155, p. 766; aguas minerales de Socos en 61, xxxix, p. 282; baños de Zoco en 126, 1905, p 548 mapa; i 129; i termas Baños de Soco en 68, p. 37.
La latitud 80° es obviamente un error tipográfico.